# 1825 Кларе
1825 Кларе (1825 Klare) — астероїд головного поясу, відкритий 31 серпня 1954 року.
Тіссеранів параметр щодо Юпітера — 3,365.